# Светислав Божић
Светислав Божић (Лозница, 22. мај 1954) српски је композитор, универзитетски професор и академик.
Дипломирао је на Факултету музичке уметности Универзитета у Београду 1977, а магистрирао 1979. На истом почиње да ради као асистент 1980, доцент од 1988, затим као ванредни професор од 1993, да би 1999. стекао звање редовног професора. Ради као професор Слобомир П. Универзитета у Бијељини и Факултета музичке уметности у Београду, гдје предаје хармонију.

## Стваралаштво
Светислав Божић је редовни професор Факултета музичке уметности и несумњиво један од најзначајнијих композитора српске духовне музике засноване на православној традицији и византијском културолошком коду. Композитор и професор Светислав Божић, аутор је преко 200 композиција различитих жанрова од солистичких, камерних, хорских, оркестарских до вокално-инструменталних. Основни модели његове музике и његовог уметничког обликовања део су стабилних духовних и културолошких зона, које су недвосмислено разумљиве сваком одраслом и одгојеном човеку на нашој традицији.

## Дела, извођења и извођачи
У том смислу треба подсетити на хорска дела изведена на Летњој духовној академији у Студеници десет година заредом где су изведена дела: Литургија Св. Јована Златоустог, Опело, Свеноћно бденије, Сербиа (стихови М. Црњанског), Плава гробница (стихови М. Бојић), Врата спаса (стихови Р. П. Ного), Светосимеоновска духовна плетеница (стихови Ђ. Николић) са хором Абрашевић и диригентом М. Панчићем, затим још једна Литургија Св. Јована Златоустог, Празнично вечерње, које је извео хор Београдске опере и диригент Ђ. Павловић и Духовна лира за мушки хор (стихови Владика Николај Велимировић) Српски мушки хор.
Такође треба напоменути да овом Студеничком комонвелту припадају и следећа хорска дела Хиландарски палимпсест (Р. П. Ного) којим је обележена 60-тогодишњица Хора РТБ-а и 8 векова манастира Хиландара са диригентом Младеном Јагуштом, као и низ композиција у циклусу Јутрења из Херцеговачке Грачанице на стихове нашим знаменитих песника добитника награде Јован Дучић: Милосава Тешића, Миодрага Павловића, Љубомира Симовића, Стевана Раичковића, Матије Бећковића, Слободана Ракитића, Мирослава Максимовића, Р. П. Нога. У опусу С. Божића су композицијуе на стихове Гаврила Стефановића Венцловића, Милорада Павића, Момчила Настасијевића, Јована Дучића, Васка Попе, Дејана Медаковића и других.
Музику Светислава Божића изводили су и изводе бројни врхунски домаћи и инострани оркестри, хорови и солисти: Симфонијски оркестар Капеле Санкт Петербурга, диригент Владислав Александрович Чернушенко, Оксфордска Филомузика, Лондон диригент Мариос Пападопулос (патрон Владимир Ашкенази), Велики симфонијски оркестар Чајковски, Москва, диригент Владимир Федосејев, Државна филхармонија Запорожја, Украјински диригент Вјечеслав Васиљевич Ређа.
Такође познати хорови: Државна академска Капелла – Глинка, Санкт Петербург, Мушки хор из Санкт Петербурга, Московски камерни хор, Русија, Мадригал из Румуније, као и са простора бивше Југославије: Србадија из Бјељине, Јединство из Бањалуке, Република Српска, Станко Драгојевић, Подгорица, Црна Гора и други.
Солисти: Жаклин Кол, Андреј Иванович, Александар Синчук (лауреат Међународног клавирског конкурса Рахмањинов), Џулијан Галант (Julian Gallant), Владимир Милер, Петар Мигунов, Дарја Либова, Владимир Рисин, Јован Колунџија, Сретен Крстић, Дубравка Јовичић, Нада Колунџија, Јасмина Кулаглић, Младен Ђорђевић, Љубиша Јовановић, Предраг Ивановић, Лидија Станковић, Василија фолић-Мутавџић, Невена Поповић, Доријан Љељак, Марина Арсенијевић, Марина Апостоловић и многи други.
Домаћи ансамбли (хорови и оркестри): Београдска филхармонија, Симфонијски оркестар РТБ-а, Оркестар војске Србије, Филхармонија младих Борислав Пашћан, Српски камерни оркестар, БГО Душан Сковран, Гудачи Св Ђорђа и Краљевски гудачи Св Ђорђа, гудачки оркестар за музичке таленте из Ћуприје, гудачки оркестар музичке школе Манојловић, Београд, Нишки симфонијски оркестар, гудачки квартет Мокрањац, хор и оркестар музичке школе Мокрањац, неколики камерни ансамбли састављени од универзитетских професора уметничких академија из Србије.
Хорови: РТС (диригент Бојан Суђић), Абрашевић, Лола (диригент Милован Панчић), Обилић, Колегијум музикум (диригент Даринка Матић-Маровић), Лицеум, Барили, 66 девојака и други.
Музика Светислава Божића извођена је у шеснаест земаља: Јапану, Енглеској, Украјини, на Кипру, у Грчкој, Бугарској, Мађарској, Италији, Швајцарској, Француској, Шпанији, Белгији, Немачкој, Португалији, САД-у, Русији. У престижним концертним дворанама: Концертна дворана Чајковски у Москви, Концертна дворана КАПЕЛЛА, Санкт Петербург, Русија, Regent Hall, Лондон, Велика дворана Националне музичке академије Чајковски, Кијев, Концертна дворана ГЛИНКА, Запорожје, Украјина, Концертна дворана ”L Heure Bleue“, Швајцарска.

## Награде и признања
Добитник је бројних награда и признања, између осталих:
- Награда „Златни беочуг” Београда (1995)[2]
- Октобарска награда града Београда за ауторски концерт у Народном музеју и „Свеноћно бденије“ у манастиру Студеница (1995);[2]
- Вукова награда[2]
- Награда Удружења композитора Србије: „Фригијска песма“ (1985), „Аксак“ (1984);[2]
- Награда Вукове задужбине, за композицију Литургија Св. Јована Златоустог, 1993.[1]
- Награда „Браћа Карић”, 1998.[1]
- Награда „Стефан Првовенчани”, 2000.[1]
- Награда „Рачанска повеља”, 2004.[1]
- Орден Карађорђеве звезде првог степена (2022);[2]
- Награда Златна књига Библиотеке Матице српске (2018);[3]
- Захвалница Факултета музичке уметности за изузетне заслуге и допринос Факултету (2017);[2]
- Беловодска розета, за изузетан допринос култури и уметности (2006);[2]
- „Хорови међу фрескама“ у Београду за „Празнично вечерње“ (2003);[2]
- Две Златне плакете Мокрањчевих дана за „Литургију Св. Јована Златоустог“ (1993) и „Свеноћно бденије“ (1995);[2]
- Шест Првих награда на Југословенским хорским свечаностима у Нишу: „Носталгија“ (1992), „Зора“ (1990), „Атлас ветрова“ (1988), „Посланица“ (1986), „Кондак“ (1984), „Дозивања“ (1982);[2]
- Прва награда на Републичком такмичењу за женски и дечји хор, „Муклине“ (1988);[2]
- Студентска Октобарска награда града Београда, за магистарски рад (1980).[2]

## Појединачна дела
- Литургија Светог Јована Златоустог
- Молитва Рачана, за хор и оркестар 1996.
- Свјати Боже, за соло баритон и мјешовити хор, литургијски текст 1997.
- Рашки мозаик, концерт за клавир и оркестар 1996.
- Плава гробница, за мјешовити хор, (М. Бојић) 1995.
- Јутрење из Херцеговачке Грачанице, (циклус хорских композиција за мушки хор настао на стихове пјесника Јована Дучића и српских пјесника добитника књижевне награде његовог имена)
- Хиландарски палимпсест, за мјешовити хор (Р. П. Ного) 1998.
- Светлости и сенке над Метохијом, за мјешовити хор (М. Црњански) 2004.
- Сербија, за мјешовити хор, поезија М. Црњански 1990.
- Метохијска појања, кончертино за клавир и оркестар 1998.
- Кроз сан мој тавни, концерт за гудачки оркестар 1999.
- Шапат Сентандреје, симфонијска поема за оркестар 1995.
- Пелагонијска молитва, концерт за виолину и гудаче
- Багдала, концерт за клавир и оркестар
- Са Карпата, концерт за женски хор, два клавира и гудаче
- Духовна лира, за мушки хор. Стихови Владика Николај
- Небесна литургија, за мешовити хор. Стихови Владика Николај
- Врата спаса, за мешовити хор и наратора. Стихови Рајко Петров Ного

## Издања. Дискови и стручно-педагошка литература.
Бројна су издања његових композиција на дисковима, (до сада 14 ауторских ЦД-а, 10-так са више аутора и ДВД издања ауторских концерата у земљи и иностранству). Желео бих овде да поменем најновије издање његове музике за клавир у чувеној париској издавачкој кући НАКСОС (NAXOS) у извођењу наше познате пијанисткиње Јасмине Кулаглић., која је управо изашла из штампе (музика инспирисана нашим манастирима Каленић, Грачаница, Богородица Љевишка, Сопоћани, Хиландар, Жича, Студеница, Горњак......)
Такође има велики број издања у области уметничко-стручне литературе што потврђује висок степен стручности њега као педагога:
- Модална хармонија у делима композитора XIX и XX века, библиотека ФМУ у Београду, 1979.
- Формалне и лествично-тетрахордалне карактеристике стихире Господи Воззвах у Осмогласнику Стевана Мокрањца, библиотека ФМУ у Београду, 1987.
- Р. П. Ного, С. Божић Сербијо, иже јеси, Завод за уџбенике и наставна средства, Београд, 2000.
- Дарови и трагови времена прошлог – огледи из хармоније, Чугура принт, Београд, 2003.
- Меланхоличне сенке друмова јужних – огледи из хармоније, Завод за уџбенике и наставна средства, Београд, 2005
- Фрагменти о музици – књига есеја, Завод за уџбенике и наставна средства, Београд, 2005
- Књига есеја и музика за клавир - Жамор лета 2006, Завод за уџбенике и наставна средства, Београд 2007.
- контрапункт - 33 мала линеарна послушања - Чугура принт, Београд 2009.
- Музичка форма у 33 портрета-Слобомир П Универзитет, Бијељина, Република Српска, 2009.
- Звук и музика у медијима, Завод за уџбенике и наставна средства, Београд 2009.
- 24 прелида за клавир, Завод за уџбенике и наставна средства, Београд 2011.
- Изложба 24 етиде – слике за клавир Слобомир П Универзитет, Бијељина, Република Српска, 2012.

## Друштвена делатност
У протекле три деценије оставио је запажен траг као члан, селектор, председник уметничких комисија, одбора, жирија значајних фестивала, манифестација, престижних награда: Југословенских хорских свечаности у Нишу, Мокрањчевих дана у Неготину, Међународног фестивала хорова у Новом Саду, Фестивала хорова у Шапцу, Међународног фестивала хорова у Бјељини и Приједору- Република Српска, Међународног фестивала младих талената, пијаниста и гудача у Запорожју – Украјина, БЕМУС-а, Награде Вукове задужбине, Вукове награде, Октобарске награде, Рачанске повеље, Дана српског духовног преображења у Деспотовцу, Вуковог сабора и других. Поред тога, Светислав Божић је врстан социокултурни аналитичар и национални мислилац, надахнут и прецизан истовремено, један од оних који у избору између тренда и националног никада нису имали нарочитих дилема.
Божићева окренутост према Византији је природно стање човека према своме окружењу ... као стање духа, условљено наслеђем и тлом.
Учествовао је 2012. године у комисији за доделу националних пензија у Србији. Убрзо је поднео оставку на то место.

## Извод из критика
Композиција Ехос бр.1 (за флауту) Светислава Божића јасно је оријенталне природе. Мелодијске линије су оставиле драматичан траг у чему је било призвука нечег живописног-сликарског, чије ефекте често повезујемо са електроником...
“Der Rheintaler“ Svisse, 30.01.1985
... Завршница гала концерта хора Абрашевић (Београд) припала је ефектно озвученој богатој текстури ретке хармонске лепоте у композицији Светислава Божића Носталгија, према стиховима Јована Дучића.
Политика, 29.03.1993, Милена Пешић
Почетак XXVIII Мокрањчевих дана може се узети и као његов врхунац: Литургија Св Јована Златоустог, ултра талентованог Светислава Божића, на моменте готово дијаболична у својој страствености вероватно је ... најбоље што нам је 1993 у Неготину понуђено.
Новости, Култура, 26.09.1993, Зорица Којић
. . . Када се неко у току једне или две године интензивно бави писањем исте врсте музике, чекају га бар две замке: једна је засићење извођача и публике, а друга – упадање у маниризам. Светислав Божић је вешто избегао сваку – Опело у гис-молу звучи другачије, плени топлином, сливеношћу и једноставношћу хармонија које код њега никада нису бизарне, већ нежне и благе. .. . .
Политика, Музичка хроника, март 1995, Бранка Радовић
Премијерно извођење дела за клавир и оркестар Рашки мозаик Светислава Божића изазвало овације публике... (КНУ 8.11. 1997.г)
Блиц, 10.11.1997, Б. Лијескић
. . . Рашки мозаик Светислава Божића као да дозива неке далеке свевремене зорњаче изнад Студенице, Рибнице и Ибра у земљи наших предака, спајајући барокну моторичност и кликтавост наших народних мотива . . . .
Дневник, Музички живот, 14.11.1997, Гордана Крајачић
Ауторско вече композитора Светислава Божића (Србија)
. . . Када сам се у у јесен 1995. године први пут сусрела са музиком тог композитора у програму Међународног фестивала Кијев-музик-фест, куда је био и Запорошки симфонијски оркестар, схватила сам: слушати Светислава Божића – значи слушати Тишину- Мир, порођен тајном његове узвишене духовности . .
Срцем, кроз особени унутрашњи бол композитор у својим делима проживљава историју своје земље најпре у симфонијским композицијама као Шапат Сент Андреје, али и Сербији (мешовити хор), Подибарском жалу, за гудаче . . . . .
Наш град, Култура, мај.1999, Наталија Бојева (члан Савеза композитора Украјине, заслужни уметник Украјине)
Авторский вечер композитора Светислава Божича (Сербия)
Наш город, Культура, май1999, Наталья Боева, (член Союза композиторов Украины, заслуженный деятель искусств Украины
Тематско извориште Хиландарског палимпсеста, подстакнути свесрпском трагедијом од најдавнијих њених корена, послужили су композитору Светиславу Божићу да сачини својеврсно Опело – у редакцији далеко савременијој од устаљеног типика ове форме . . .
Политика, Музичка хроника, 06.12. 1999, Марија Ћирић
На овом концерту сам, први пут, имао прилику да чујем дела југословенског композитора Светислава Божића . . . Елементи протеста и жудње за простором као и временом за размишљање, наизглед на потпуно супротним половима, али ипак помирљиви, као да су прожети у Божићевој психи. Слушајући Багдалу (поема за клавир и оркестар), намах сам био преплављен осећањем пулсирајуће енергије и радости извођења музике. . . . Смењивањем заноса и страсти, композитор вешто и дискретно указује част старијим облицима, структурама, бојама и звуцима, док истовремено задржава свој савремени, јединствени аутономни израз. Све се ово слива у низ музичких одјека, који се благо преливају, понекад су и сочни, узмичу и теку кроз поему у сваком правцу. Оркестар је осетљив водич, способан да дочара чудесну музичку структуру.....
Ја се искрено надам да ће овакве вечери наћи своје стално место на Европској музичкој сцени, јер оне представљају музику сложеног израза, кроз алузију и прожимање културних утицаја. Ова музика је јединствена по томе што одбацује све унапред дате формуле и системе компоновања. (нагласио Л. К.)
Дејли телеграф, Уметничка хроника, 21.12.1999, Линдон Карвс
Daily Telegraph, Art Chronicle, 21.12.1999 Lindon Carves
. . . Ламент над Београдом се састоји из низа слика и епизода различитог карактера, кроз које провејава јасна национална нит, пре свега у гудачком корпусу, у деоници соло виолине, па свих осталих гудача, затим у хорском слогу и у деоницама солиста. Инспирација је проистекла из српске традиције и фолклорних записа. Певно, кантатски засвођено, не много олакшано за извођаче, али веома приступачно, без патетике и без повишеног, извештаченог тонуса, дело директно делује на слушаоца топлином, искреношћу и поруком Црњанског и Божића која погађа слушаоца и директно асоцира и на садашња и на тешка прошла времена нације. . .
Политика, Музичка хроника, 10. април 2000, Бранка Радовић
Молитва Рачана (1996) Светислава Божића, компонована на стихове Гаврила Стефановића Венцловића, монаха манастира Рача и Милорада Павића је надахнута великом културом православног истока. Божићева музика спојила је неосредњевековну српску традицију и модеран литерарни сензибилитет у оригинално музичко дело које је у савршено акустичној дворани “Глинке“ у Петербургу звучало као прави музички драгуљ.
Политика, Културни живот, 05.06. 2000, Бранислава Џунов
... Своју хорску и вокалну музику (посебно четири велике духовне целине и громаде какве су Литургија, Опело, Свеноћно бденије, Страсна седмица, као и Молитва Рачана, Сербија) Светислав Божић увек саздаје од малог броја изражајних средстава, од чистих, дијатонских линија, од хармонија и мелодија које као да допиру из прошлих векова.... уткива се у српску традицију на интегралан и оригиналан начин.... У тој присутности словенског гена и словенске духовности и ширине, Светислав Божић је јединствена појава у нашем музичком стваралаштву. Он своје изворе не крије, али са њима не кокетира....
Политика, Музичка хроника, 08.06. 2000, Бранка Радовић
Ауторко вече српског композитора Светислава Божића
... Испуњена великом снагом нека Молитва Рачана постане наша заједничка молитва, а раскошност ритмова у кончертину за клавир и оркестар, Метохијска појања – симбол заједничке радости.
Нови Петербург (недељник града Петрограда), 16 март. 2006
Вечер Сербской музыки в Капелле
Авторский вечер сербского композитора Светислава Божича
Ноый Петербургь (городская еженедельная газета)марта 2006 г
Византијски мозаик, за клавир
.... Идеално звучање, вешто, мудро састављено у корист великог музичког смисла. Сви регистри дају доприност савршеној равнотежи и великој пуноћи звука...
“Фаворит“ Емили Мунер у емиси на радију “ Франс Музик“, 2012
... Усхићен, духовни успон, музичко ходочашће у необичној пуноћи.
Етјен Миле, 2012
... Каква снага! Унутрашњост и моћ, изграђени заједно у једном линијском звучању.
Радио Свис Романд, Лозана, 2012